# Charco
"Charco" es también un apodo coloquial para el Océano Atlántico.

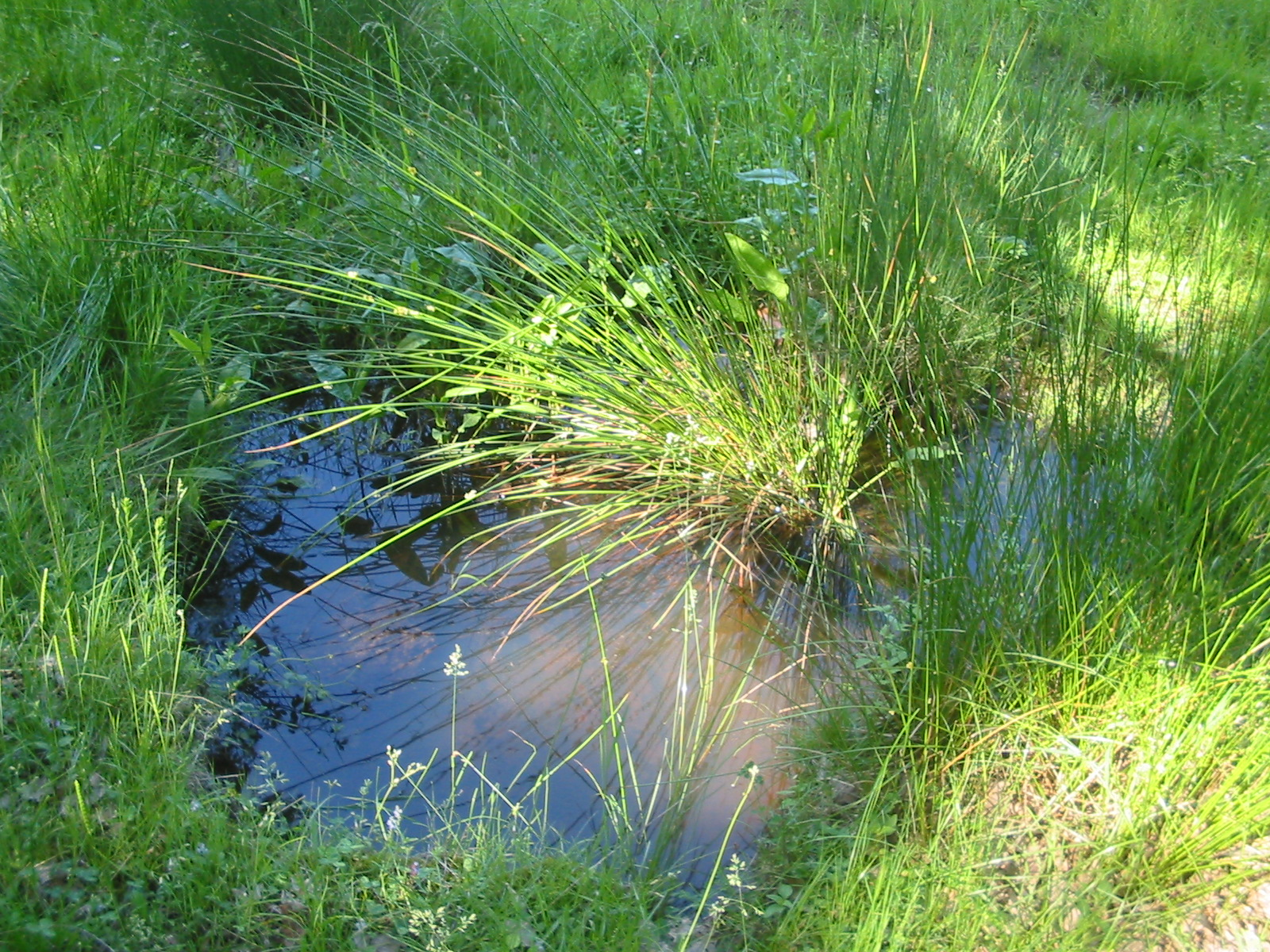
Una charca en un bosque.

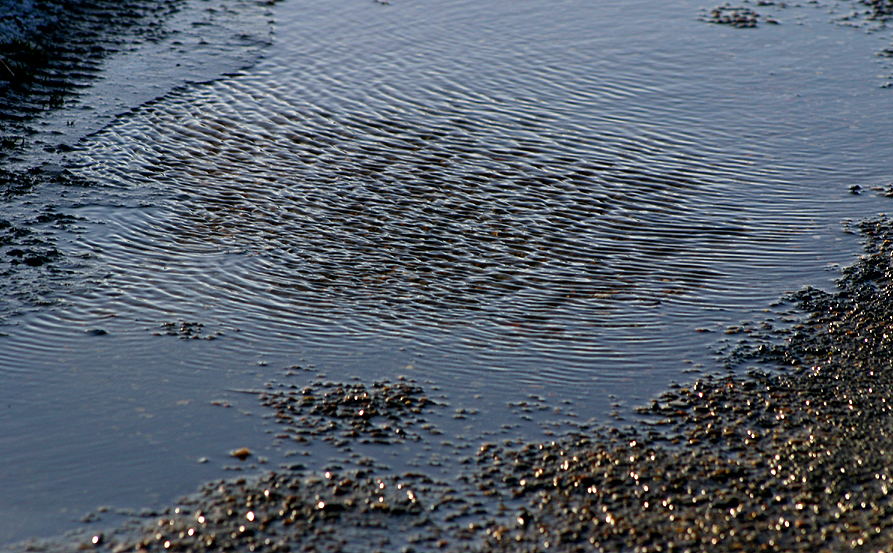
Una charca en una playa danesa.

Un charco es un nombre ambiguo, lugar acuático definido generalmente por una quebrada o arroyo. Es un sitio campestre y ecológico, de agua dulce, que de no ser por sus visitantes podría pasar desapercibido. Por lo común, para efectos de vacacionar o pasear, un charco es útil para hacer camping, descanso, relajación y baños en agua dulce.
Una charca es una masa de agua de cierta entidad acumulada en una depresión del terreno. Su origen puede ser tanto natural como artificial. Su tamaño es superior a un charco pero no suficiente como para conformar un lago. 

## Etimología
Según la rae, es una voz ambigua, masculina y femenina, de origen onomatopéyico. En masculino, designa una masa de agua pequeña. En femenino, la masa de agua es similar a una laguna pequeña. Metafóricamente se dice cruzar el charco a viajar a un lugar transoceánico.

## Véae también
- Anfibio